# Dictyotophycidae
Dictyotophycidae é uma subclasse de algas marinhas pertencentes à classe Phaeophyceae (algas castanhas.

## Taxonomia e sistemática
A subclasse Dictyotophycidae
- Dictyotales Bory
- Onslowiales Draisma & Prud'homme van Reine
- Sphacelariales Migula
- Syringodermatales E.C.Henry